# Приволье (Ульяновская область)
Приво́лье — посёлок в Кузоватовском районе Ульяновской области. Входит в состав Безводовского сельского поселения.

## История
См. статью: Приволье (бывшее село, Ульяновская область)
| Краткая история совхоза |
| --- |
| 1930—1934 гг. Совхоз (свиносовхоз) «Кузоватовский» Волынщинского сельского Совета с. Приволье (центральная усадьба) Кузоватовского района Средневолжского края                              |
| 1935 г. Совхоз «Кузоватовский» Волынщинского сельского Совета Народного комиссариата зерновых и животноводческих совхозов СССР с. Приволье Кузоватовского района Куйбышевского края         |
| 1936—1943 гг. Совхоз «Кузоватовский» Волынщинского сельского Совета Народного комиссариата зерновых и животноводческих совхозов СССР с. Приволье Кузоватовского района Куйбышевской области |
| 1943—1947 гг. Совхоз «Кузоватовский» Волынщинского сельского Совета Народного комиссариата зерновых и животноводческих совхозов СССР с. Приволье Кузоватовского района Ульяновской области  |
| 1947—1953 гг. Совхоз «Кузоватовский» Волынщинского сельского Совета Министерства совхозов СССР с. Приволье Кузоватовского района Ульяновской области                                        |
| 1953—1962 гг. Совхоз «Кузоватовский» Волынщинского сельского Совета Министерства сельского хозяйства СССР с. Приволье Кузоватовского района Ульяновской области                             |
| 1962—1965 гг. Совхоз «Кузоватовский» Волынщинского сельского Совета Министерства сельского хозяйства СССР с. Приволье Барышского (сельского) района Ульяновской области                     |
| 1965 г. Совхоз «Кузоватовский» Кузоватовского района с. Приволье Кузоватовского района Ульяновской области                                                                                  |

В 1986 году указом Президиума Верховного Совета РСФСР посёлок центральной усадьбы совхоза «Кузоватовский» переименован в Приволье.

## Население
| 2010 |
| ---- |
| 394  |

По данным Всероссийской переписи населения 2002 года в посёлке Приволье Волынщинского сельсовета проживал 461 человек, преобладающая национальность — русские (95 %).

## Люди, связанные с посёлком
- Васянин, Григорий Фёдорович (1898, Приволье, Сенгилеевский уезд, Симбирская губерния — 1973, Кузоватово, Ульяновская область) — красноармеец Рабоче-крестьянской Красной Армии, участник Великой Отечественной войны, Герой Советского Союза (1945)[5].
- Пашинов, Николай Васильевич (1927, Новая Ерыкла, Сенгилеевский уезд, Ульяновской губернии — 1998, Приволье, Кузоватовский район, Ульяновская область) — передовик советского сельского хозяйства, звеньевой совхоза «Кузоватовский» Кузоватовского района Ульяновской области, Герой Социалистического Труда (1966).
- Прибыловский Виктор Александрович — художник.

## Памятники и памятные места
- Памятник воинам-односельчанам, погибшим в Великой Отечественной войне (1989; улица Первого Порядка, 2А)[6][7].